# Polo petroquímico de Paulínia
O Pólo Petroquímico de Paulínia é o maior polo industrial da América Latina. Se localiza no município de Paulínia, na Região Metropolitana de Campinas. Abriga diversas indústrias químicas e petroquímicas, como a estadunidense ExxonMobil Corporation e a neerlando-britânica Royal Dutch Shell, além da Refinaria do Planalto Paulista ou Replan, a maior refinaria da Petrobras em termos de produção.